# CPR Angus Shops
CPR Angus Shops era il nome delle officine di fabbricazione, riparazione e manutenzione di rotabili ferroviari della Canadian Pacific Railway site a Montréal, in Canada.

## Storia

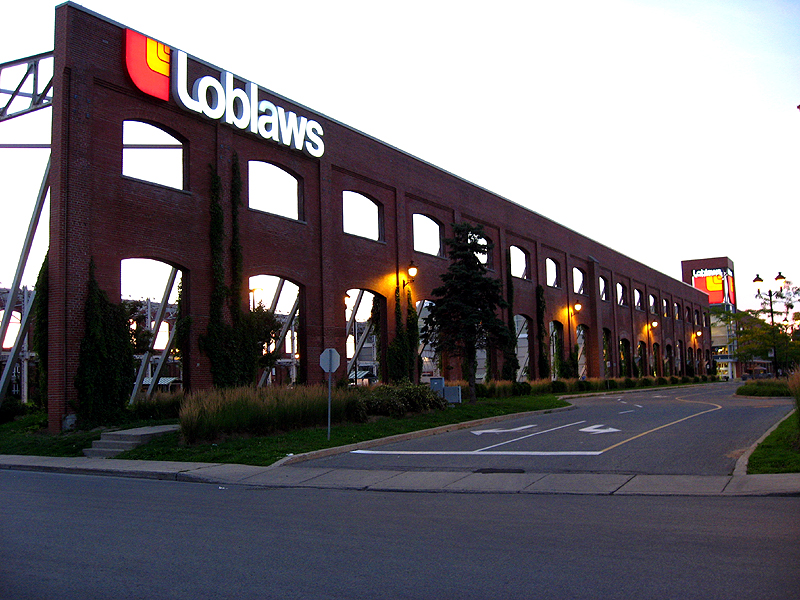
Un magazzino Loblaws nell'edificio ristrutturato di una vecchia rimessa-officina per locomotive

Nel 1857 il finanziere Richard Bladworth Angus emigrò in Canada; nel 1880 entrò a far parte del gruppo di investitori che fondarono la società ferroviaria che prese il nome di Canadian Pacific Railway (CPR). 
L'espansione della rete, che il 7 novembre 1885 collegò con i treni Canadian Pacific le due coste, atlantica e pacifica del Canada promosse rapidamente anche l'espansione economica delle aree collegate, cosa che moltiplicò le richieste di trasporto; apparve presto insufficiente la capacità operativa delle due officine di manutenzione e costruzione della CPR e in particolare di quella sita in via De Lorimier, a Montreal. Su indirizzo del presidente della Canadian Pacific, William Cornelius Van Horne, venne avviato il progetto di costruzione di officine più moderne e capienti vicino alla linea ferroviaria che attraversa il distretto di Hochelaga.
A partire dal 1892 la CPR, attraverso le sue controllate, cominciò ad acquistare i terreni occorrenti, in quello che in seguito diverrà il distretto di Rosemont.
La costruzione ebbe inizio nel 1902 e si concluse nel 1904 coprendo oltre 47 ettari di superficie con 76 costruzioni tra uffici, officine, segherie e magazzini oltre a una scuola, un ospedale e un dipartimento di vigili del fuoco; completavano il tutto circa 80 km di binari interni di collegamento e sosta. L'insediamento si trasformò rapidamente in un nucleo abitativo e nel 1910 venne annesso alla città di Montreal come distretto di Rosemont.

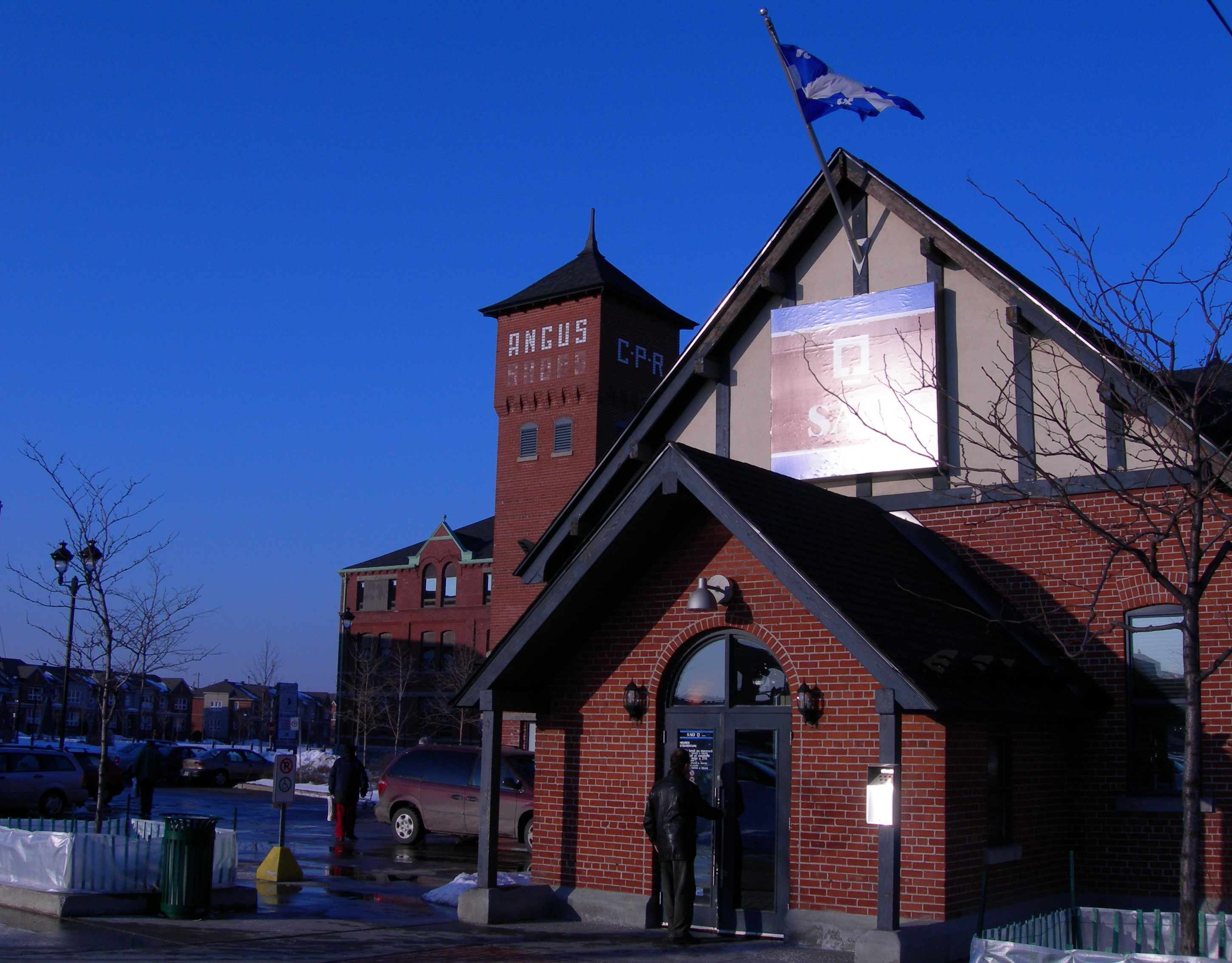
Un edificio degli Angus Shops riconvertito in magazzino della Société des alcools du Québec

Gli Angus Shops, che presero il nome del loro realizzatore, Richard Angus, furono all'avanguardia, non solo negli impianti, ma anche riguardo alle condizioni di lavoro e di vita degli operai. Furono il secondo per grandezza tra i complessi industriali del Nord-America dopo Baldwin Locomotive Works con un investimento di oltre 130 milioni di dollari canadesi nella costruzione di locomotive. Ivi venne eseguita la manutenzione di tutto il materiale rotabile CPR, carrozze passeggeri, carri merci e locomotive a vapore, la costruzione di ponti e scambi, oltre alla realizzazione di carrozze passeggeri speciali per ogni impiego CPR.
Nel corso degli anni le strutture giunsero ad occupare circa 12.000 persone nel periodo di maggiore espansione.
Durante la seconda guerra mondiale gli Angus Shops vennero convertiti in parte alla produzione bellica e produssero carri armati Mk III Valentine per l'esercito russo; il primo di questi fu completato il 22 maggio 1941 e la sua produzione continuò fino al 1943.

## Declino e la fine

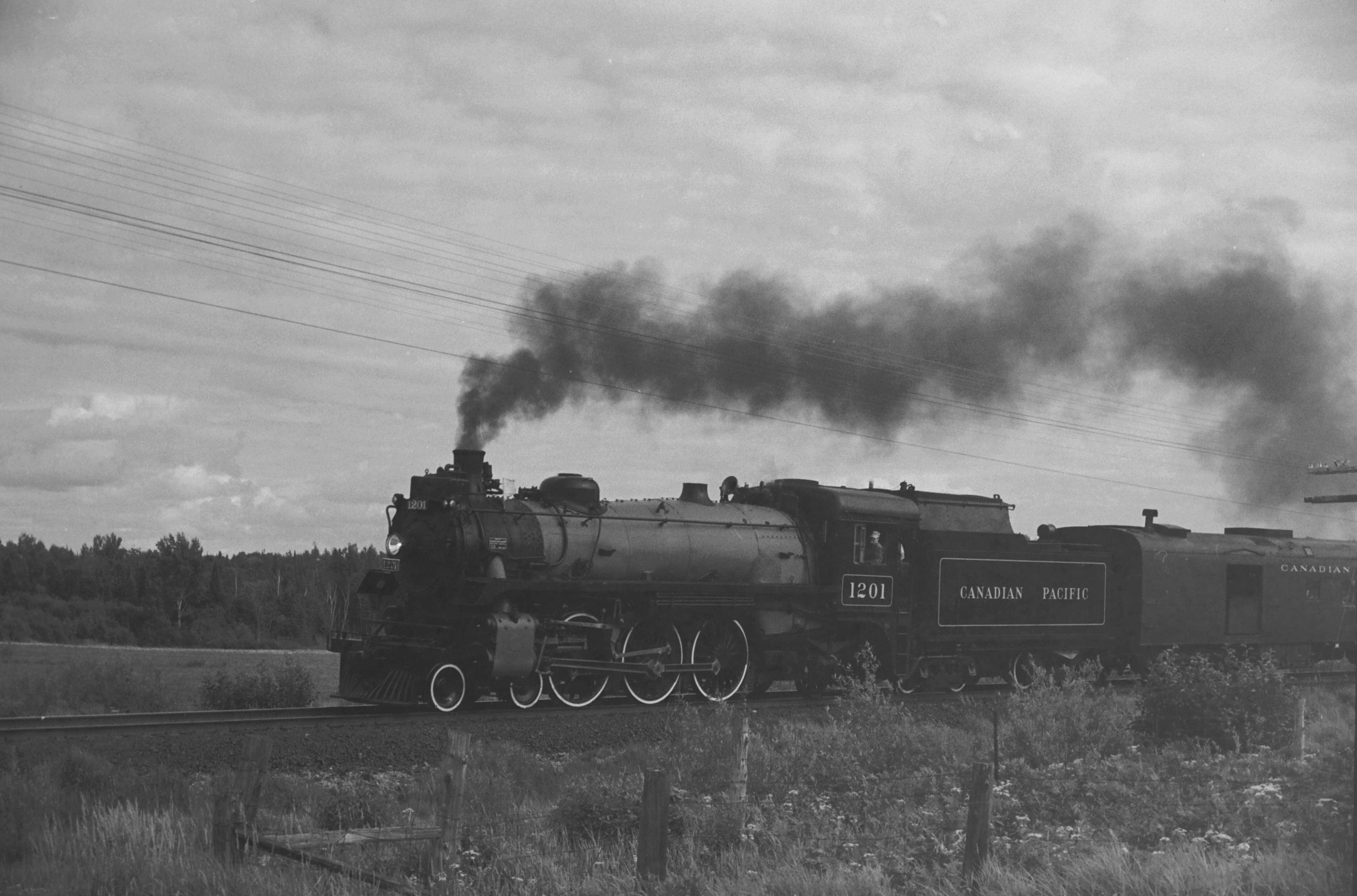
CPR 1201, l'ultima locomotiva a vapore costruita nei CPR Angus Shops.

Tra 1950 e 1975 l'attività dell'industria ferroviaria conobbe un lento declino e gli Angus Shops, specializzati nella produzione di locomotive a vapore dovettero affrontare la necessità di una riconversione delle linee di produzione per costruire macchine Diesel ma senza esiti positivi; molte linee di lavoro furono dismesse e demolite. La diminuzione degli scambi commerciali con l'Europa ma anche l'apertura di nuove rotte marittime nel 1959 spostarono da Montreal il transito obbligato delle merci e, quindi, del trasporto ferroviario in particolare. Lo spostamento su strada della maggior parte del trasporto fece il resto. 
Tra il 1960 e il 1970 la produzione degli Angus shops si ridusse alla semplice manutenzione dei materiali ferroviari e dei rotabili della compagnia.

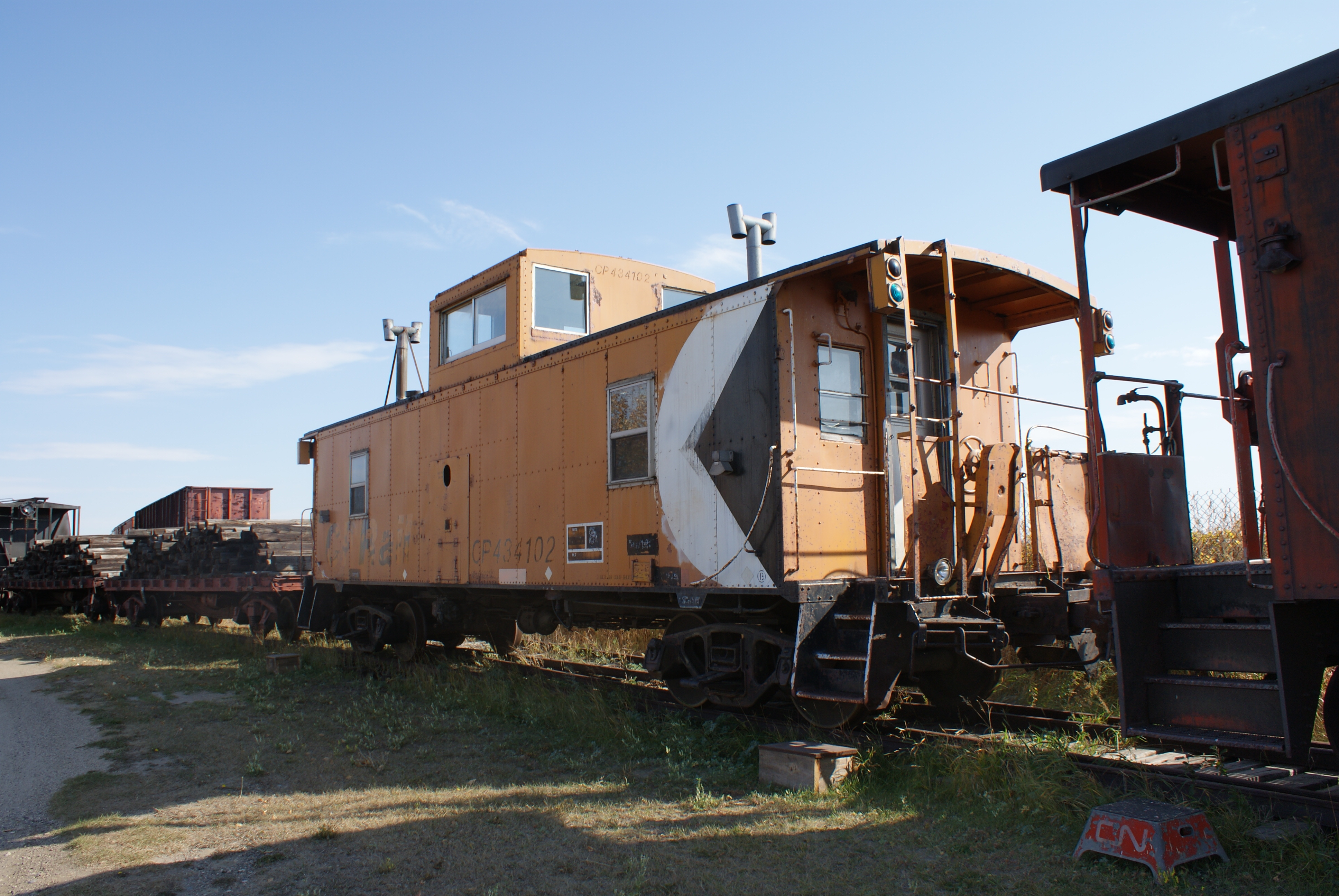
CPR caboose costruito negli CPR angus shops nel 1949

Nel 1992 gli Angus shops vennero dismessi. Dopo l'acquisto delle aree da parte della municipalità di Montreal, la maggior parte di esse fu poi subordinata all'uso definito in un piano urbanistico privato. Questo prevedeva parecchie fasi tra le quali la demolizione di edifici, la decontaminazione del suolo e la riqualificazione delle infrastrutture urbane dei sobborghi di Rosemont (Montreal). La riconversione fu realizzata tra il 1993 e il 2000 con un costo prossimo ai 500 milioni di dollari.